# 大山町 (浜松市)
大山町（おおやまちょう）は静岡県浜松市中央区の町名。丁番を持たない単独町名である。住居表示未実施。

## 地理
浜松市中央区の北部、和地地区の北部に位置する。東で花川町、西で深萩町及び和地町、南で桜台（二丁目を除く）、北で和光町・三方原町・浜名区細江町中川・浜名区細江町気賀と接する。

### 河川
- 花川
- 和地大谷川

### 学区
小学校・中学校の学区は以下の通りである。
- 浜松市立和地小学校
- 浜松市立湖東中学校

## 歴史

### 沿革
- 1876年（明治9年） - 敷知郡東大山村と西大山村が合併して大山村となる。旧村名は大字として残る[書籍 2]。
- 1889年（明治22年）4月1日 - 町村制の施行により、敷知郡大山村が周辺の村と合併して敷知郡和地村となる[WEB 8]。
- 1896年（明治29年）4月1日 - 郡制の施行により、和地村の所属郡が浜名郡に変更となる。
- 1956年（昭和31年）9月30日 – 和地村と伊佐見村が合併して湖東村となる。
- 1957年（昭和32年）3月31日 - 大字東大山の一部が浜松市高丘町に編入される[WEB 9]。
- 1960年（昭和35年）10月1日 – 湖東村が浜松市に編入される。
- 1963年（昭和38年）7月1日 – 大字東大山・大字西大山・大字和地の各一部を統合して大山町に住所表記を変更する。また、大字東大山（大平山）、大字西大山（向平）及び大字佐浜（谷上・新田（佐浜新田））の各一部から湖東町が新設される。なお、谷上及び新田は伊佐見地区から和地地区に編入する形となる[書籍 3]。さらに、大字西大山の一部から分離独立して和光町が新設される[書籍 4]。
- 1978年（昭和53年）10月1日 - 細江町大字気賀との間で境界変更が実施される[WEB 10]。
- 2000年（平成12年）11月1日 - 大山町より分立して桜台一丁目～六丁目を新設（一丁目～三丁目は湖東町の一部を含む。また、一丁目は西丘町、三丁目は和地町の各一部も含む）[WEB 11]。1996年から始まった和地土地区画整理事業の完了に伴うものである。
- 2007年（平成19年）4月1日 - 浜松市が政令指定都市となる。大山町は西区の一部となる。
- 2024年（令和6年）1月1日 - 浜松市の行政区再編により、大山町は中央区の一部となる。

## 施設
- 社会福祉法人慶成会 てんとうむし東山保育園
- 学校法人常葉大学 常葉大学リハビリテーション病院
- 浜松市地域包括支援センター和地
- ハマキョウレックス大山センター
- JAとぴあ浜松土壌農薬分析センター
- 浜松造園事業協同組合
- ファミリーマート浜松桜台店
- 曹洞宗 稲荷山 林西寺
- 白山神社
- 貴船神社

## 交通

### バス
- 遠鉄バス - 気賀三ヶ日線の停留所は三方原町との境を通る姫街道上に設置されている。また、高台線の停留所は県道319号上に設置されている。
  - 40気賀三ヶ日線：（浜松駅 方面 - ）権七 - 一里山南 - 一里山 - 奥大谷（ - 聖隷三方原病院・気賀駅前・三ヶ日車庫 方面）
  - 41高台線（ファイブガーデンズ経由）：（浜松駅 方面 - ）林西寺前 - 東大山 - 東山苑前（ - 花川運動公園）

### 道路
- 静岡県道261号磐田細江線（姫街道）
- 静岡県道305号金指停車場和地線
- 静岡県道319号村櫛三方原線

## その他

### 警察
警察の管轄区域は以下の通りである。
| 番・番地等 | 警察署       | 交番・駐在所 |
| ---------- | ------------ | ------------ |
| 全域       | 浜松西警察署 | 湖東交番     |

### 消防
消防の管轄区域は以下の通りである。
| 番・番地等 | 消防署   | 本署/出張所 |
| ---------- | -------- | ----------- |
| 全域       | 西消防署 | 湖東出張所  |

### 書籍
1. ↑  『わがまち文化誌 和の里 今むかし』浜松市立和地公民館、2000年8月10日、164頁。
2. ↑  『浜松市史 三』浜松市役所、1980年3月26日、21,176頁。
3. ↑  『わがまち文化誌 和の里 今むかし』浜松市立和地公民館、2000年8月10日、41,164頁。
4. ↑  『わがまち文化誌 和の里 今むかし』浜松市立和地公民館、2000年8月10日、41,73,164頁。

### WEB
1. ↑  “h02_22.csv”.   総務省 (2022年2月10日). 2024年7月25日閲覧。
2. ↑  “chuouku_menseki.xlsx”.   浜松市 (2024年3月12日). 2024年7月25日閲覧。
3. ↑  “静岡県 浜松市中央区 大山町の郵便番号 - 日本郵便”.   日本郵便. 2025年2月15日閲覧。
4. ↑  “市外局番の一覧”.   総務省 (2022年3月1日). 2024年7月25日閲覧。
5. ↑  “事業所案内及び管轄地域（事務所3件、分室3件）”.   一般社団法人静岡県自動車会議所. 2024年7月25日閲覧。
6. ↑  “住居表示実施状況／浜松市”.   浜松市 (2024年1月4日). 2024年7月25日閲覧。
7. ↑  “学校名から探す／浜松市”.   浜松市 (2024年1月4日). 2024年7月25日閲覧。
8. ↑  “historyofcities.pdf”.   静岡県総務部合併推進室・財団法人静岡県市町村振興協会. 2024年9月26日閲覧。
9. ↑  “historyofcities.pdf”.   静岡県総務部合併推進室・財団法人静岡県市町村振興協会. 2024年10月10日閲覧。
10. ↑  “historyofcities.pdf”.   静岡県総務部合併推進室・財団法人静岡県市町村振興協会. 2024年9月18日閲覧。
11. ↑  “zissizennzi.pdf”.   浜松市 (2024年1月1日). 2024年7月25日閲覧。
12. ↑  “湖東交番｜静岡県警察”.   静岡県警察 (2024年1月1日). 2024年7月25日閲覧。
13. ↑  “消防署の町別管轄「お」／浜松市”.   浜松市 (2024年3月21日). 2024年7月25日閲覧。